# Furtlake
Die Furtlake ist ein Wasserlauf, der zur Entwässerung in der Stadt Magdeburg dient.
Die Furtlake befindet sich östlich der Elbe vor allem im Stadtteil Berliner Chaussee und entwässert eine 35,2 km² große Fläche in den östlichen Gebieten der Stadt. Diese Fläche wird westlich von den Deichen zur Elbe, im Osten durch die Deiche des Elbeumflutkanals begrenzt. Oberhalb der Furtlake schließt der Schwanengraben und weitere Gräben an. Die Entwässerung erfolgt über ein Siel in den Elbe-Umflutkanal.
Die Furtlake wird von der Bundesstraße 1 gekreuzt. Nördlich der Bundesstraße ist die Furtlake als Gewässer erster Ordnung eingestuft.
Der künstlich angelegte Wasserlauf bietet die für Entwässerungsgräben typische Erscheinungsformen von steiler Böschung und wenig Vegetation. Die Fließgeschwindigkeit der Furtlake ist gering. In einigen wenigen Abschnitten konnten sich ökologisch wertvollere Röhrichte ansiedeln. Im Bereich der Bundesstraße und eines ebenfalls kreuzenden Bahndamms ist die ökologische Durchlässigkeit des Wasserlaufs durch Schwellen behindert.
Die abschnittsweise parallel zur Furtlake verlaufenden Straßen An der Lake und Furtlake-Privatweg sind nach dem Wasserlauf benannt.